# Jared Cunningham
Jared Armon Cunningham (Oakland, 22 maggio 1991) è un cestista statunitense.

## Carriera
Di ruolo guardia tiratrice ha giocato all'università dell'Oregon dal 2009 al 2012, chiudendo il suo anno da junior con 17,9 punti a partita.
È stato selezionato come 24ª scelta assoluta al draft NBA 2012 dai Cleveland Cavaliers; subito dopo essere stato scelto viene scambiato con Dallas assieme a Jae Crowder e Bernard James, in cambio di Tyler Zeller e Kelenna Azubuike.
Il 31 marzo 2014 ha firmato un contratto da 10 giorni con i Sacramento Kings; ha esordito con la squadra californiana il giorno stesso in una vittoria per 102-97 sul campo dei New Orleans Pelicans, nella quale ha segnato 2 punti e catturato 1 rimbalzo in 4 minuti di gioco partendo dalla panchina.
Nella stagione 2016-17 Cunningham compie la prima avventura fuori dai confini statunitensi, firmando per i cinesi del Jiangsu Monkey King, con i quali disputa 31 partite, chiudendo la stagione asiatica con 34 punti di media a gara.
Nell'agosto 2017 si trasferisce in Europa, firmando in Germania per il Bayern Monaco. La stagione si rivela più che positiva per la squadra bavarese che, aiutata dai suoi 12.5 punti di media in 69 gare totali disputate, conquista la Bundesliga e la Coppa di Germania e arriva fino alle semifinali di EuroCup, dove viene sconfitta dai futuri campioni del Darüşşafaka.
Il 28 novembre 2018 firma un contratto con la Germani Basket Brescia entrando a far parte del roster della squadra lombarda, per sopperire anche all'infortunio occorso alla guardia Marco Ceron, che in uno scontro fortuito di gioco durante il match del 25 novembre, contro la Fiat Torino, si procura una frattura al cranio che necessita di un'operazione.

## Statistiche

### College
| Anno      | Squadra            | PG | PT | MP   | TC%  | 3P%  | TL%  | RP  | AP  | PRP | SP  | PP   |
| --------- | ------------------ | -- | -- | ---- | ---- | ---- | ---- | --- | --- | --- | --- | ---- |
| 2009-2010 | Oregon St. Beavers | 32 | 19 | 19,1 | 51,2 | 33,3 | 74,7 | 2,0 | 0,9 | 1,3 | 0,1 | 6,2  |
| 2010-2011 | Oregon St. Beavers | 30 | 29 | 29,2 | 43,7 | 36,0 | 77,9 | 3,1 | 2,1 | 2,8 | 0,2 | 14,2 |
| 2011-2012 | Oregon St. Beavers | 36 | 35 | 34,6 | 45,0 | 33,8 | 73,7 | 3,8 | 2,8 | 2,5 | 0,4 | 17,9 |
| Carriera  | Carriera           | 98 | 83 | 27,9 | 45,5 | 34,4 | 75,4 | 3,0 | 2,0 | 2,2 | 0,2 | 13,0 |

### NBA

#### Regular Season
| Anno      | Squadra             | PG | PT | MP   | TC%  | 3P%  | TL%  | RP  | AP  | PRP | SP  | PP  |
| --------- | ------------------- | -- | -- | ---- | ---- | ---- | ---- | --- | --- | --- | --- | --- |
| 2012-2013 | Dallas Mavericks    | 8  | 0  | 3,3  | 42,9 | 66,7 | 100  | 0,4 | 0,1 | 0,1 | 0,0 | 2,0 |
| 2013-2014 | Atlanta Hawks       | 5  | 0  | 4,4  | 50,0 | 0,0  | 0,0  | 0,2 | 0,6 | 0,0 | 0,0 | 0,4 |
| 2013-2014 | Sacramento Kings    | 8  | 0  | 7,3  | 26,3 | 16,7 | 92,9 | 0,6 | 0,6 | 0,4 | 0,0 | 3,0 |
| 2014-2015 | L.A. Clippers       | 19 | 0  | 4,7  | 36,4 | 30,8 | 53,8 | 0,5 | 0,5 | 0,2 | 0,0 | 1,8 |
| 2015-2016 | Cleveland Cavaliers | 40 | 3  | 8,9  | 35,2 | 31,3 | 62,5 | 0,7 | 0,5 | 0,3 | 0,1 | 2,6 |
| 2015-2016 | Milwaukee Bucks     | 4  | 0  | 13,8 | 28,6 | 28,6 | 85,7 | 2,3 | 0,3 | 0,5 | 0,0 | 4,0 |
| Carriera  | Carriera            | 84 | 3  | 7,2  | 34,7 | 30,6 | 67,4 | 0,7 | 0,5 | 0,3 | 0,0 | 2,3 |

## Palmarès
- Campionato tedesco: 1

Bayern Monaco: 2017-18
- Coppa di Germania: 1

Bayern Monaco: 2018
Campionato NBA
Cleveland Cavaliers 2016